# Afonso Bezerra
Afonso Bezerra là một đô thị thuộc bang Rio Grande do Norte, Brasil. Đô thị này có diện tích 576,248 km², dân số năm 2007 là 10966 người, mật độ 19 người/km².